# Teleac
Teleac (een porte-manteau voor Televisie Academie) was een Nederlandse educatieve omroep die bestond van 1963 tot ze in 2010 opging in de NTR.

## Doelstelling
De omroep stelde zich als doel kennis toegankelijk te maken voor een groot publiek. Het was dan ook een educatieve omroep met een radio- en televisieprogrammering in het kader van scholing, onderwijs en vorming in de samenleving.
Uitzendingen op televisie werden uitgezonden via de zenders van de publieke omroep: Nederland 1, Nederland 2 en Nederland 3.

## Geschiedenis

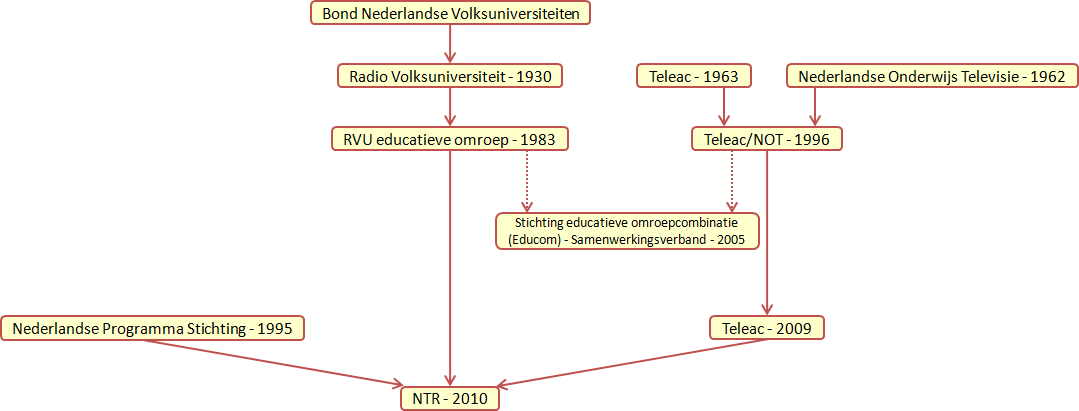
Geschiedenis Teleac

Teleac werd opgericht in 1963, onder meer door Hans Ariëns Kappers, en fuseerde in 1996 met de NOT, de stichting Nederlandse Onderwijs Televisie (opgericht in 1962), waarna de omroep verderging onder de naam Teleac/NOT. In september 2009 werd de naam terugveranderd in Teleac. Teleac en RVU vormden samen de Stichting Educatieve omroepcombinatie (Educom). Op 1 september 2010 fuseerde Teleac met NPS en RVU tot de nieuwe omroep NTR. Sindsdien is de naam ''Teleac'' verdwenen, echter het leeft nog wel voort in de naam van de NTR.
In 2005 werd de omroep genomineerd voor de Meester Kackadorisprijs van de Vereniging tegen de Kwakzalverij voor de uitzendingen over plantengeneeswijzen.

## Clips online
De omroep ontsloot honderden educatieve clips online via de Schooltv-beeldbank en was samen met het Nederlands Instituut voor Beeld en Geluid en Kennisnet verantwoordelijk voor Teleblik, een project waarin actuele en historische bronnen uit de archieven van de publieke omroepen en het Polygoonjournaal online beschikbaar zijn voor het onderwijs.

## Groepen
Teleac kende drie groepen tv-uitzendingen:
- PeuterTV: het merk PeuterTV is ontwikkeld met de bedoeling de taal- en sociaal-emotionele ontwikkeling bij peuters te stimuleren.
- Schooltv: televisieprogramma's en begeleidend materiaal voor leerlingen in het primair onderwijs en middelbare scholieren.
- Teleac: radio- en televisieprogramma's voor volwassenen vallen onder het merk Teleac.